# Wan-Schule
Die Wan-Schule  oder Anhui-Schule  (chinesisch 皖派, Pinyin Wǎnpài) war eine regionale konfuzianische Schule von Anhui während der Qing-Dynastie, deren Gelehrte das Verständnis der klassischen konfuzianischen Schriften teilweise in ein neues Licht rückten. Das Wort Wan (皖,  Wǎn) ist die Abkürzung für die Provinz Anhui. Repräsentanten der Schule waren Jiang Yong und Dai Zhen.
Die Gelehrten dieser Schule befürworteten eine philologische oder textuelle Untersuchung der konfuzianischen Klassiker, um ihre tieferliegende Bedeutung zu erforschen und zu erläutern. Andere wichtige Mitglieder der Schule waren Cheng Yaotian, Duan Yucai, Wang Niansun und Wang Yinzhi.